# Драгозетичі
45°05′ пн. ш. 14°18′ сх. д. / 45.08° пн. ш. 14.3° сх. д.
Драгозетичі (хорв. Dragozetići) — населений пункт у Хорватії, у Приморсько-Горанській жупанії у складі міста Црес.

## Населення
Населення за даними перепису 2011 року становило 20 осіб.
Динаміка чисельності населення поселення:

## Клімат
Середня річна температура становить 13,06 °C, середня максимальна – 25,54 °C, а середня мінімальна – 1,45 °C. Середня річна кількість опадів – 1191 мм.
| Клімат поселення                              | Клімат поселення | Клімат поселення | Клімат поселення | Клімат поселення | Клімат поселення | Клімат поселення | Клімат поселення | Клімат поселення | Клімат поселення | Клімат поселення | Клімат поселення | Клімат поселення | Клімат поселення |
| Показник                                      | Січ.             | Лют.             | Бер.             | Квіт.            | Трав.            | Черв.            | Лип.             | Серп.            | Вер.             | Жовт.            | Лист.            | Груд.            |                  |
| Середній максимум, °C                         | 9,25             | 8,99             | 10,91            | 14,88            | 19,76            | 23,78            | 25,54            | 24,64            | 20,60            | 16,61            | 11,93            | 9,44             |                  |
| Середня температура, °C                       | 5,45             | 5,24             | 7,14             | 11,09            | 15,98            | 19,96            | 22,73            | 21,81            | 17,79            | 13,78            | 9,11             | 6,64             |                  |
| Середній мінімум, °C                          | 1,68             | 1,45             | 3,38             | 7,33             | 12,23            | 16,21            | 19,91            | 19,00            | 14,96            | 10,95            | 6,28             | 3,84             |                  |
| Норма опадів, мм                              | 100              | 81               | 85               | 87               | 77               | 89               | 55               | 81               | 115              | 146              | 153              | 122              |                  |
| Середньомісячна швидкість вітру, м/с          | 3.21             | 3.40             | 3.39             | 3.19             | 2.86             | 2.73             | 2.70             | 2.74             | 2.91             | 3.23             | 3.53             | 3.49             |                  |
| Середньомісячна сонячна радіація, кДж/м²·день | 4560             | 7384             | 10723            | 15297            | 19617            | 21332            | 22732            | 19555            | 14252            | 9259             | 4954             | 3841             |                  |
| --------------------------------------------- | ---------------- | ---------------- | ---------------- | ---------------- | ---------------- | ---------------- | ---------------- | ---------------- | ---------------- | ---------------- | ---------------- | ---------------- | ---------------- |
| Джерело:                                      |                  |                  |                  |                  |                  |                  |                  |                  |                  |                  |                  |                  |                  |